# Trioza nigriconus
Trioza nigriconus är en insektsart som beskrevs av Leonard D. Tuthill 1944. Trioza nigriconus ingår i släktet Trioza och familjen spetsbladloppor. Inga underarter finns listade i Catalogue of Life.